# Tom Fontana
Pour les articles homonymes, voir Fontana.
Tom Fontana est un producteur et scénariste américain né le 12 septembre 1951 à Buffalo, New York (États-Unis).

## Biographie
Fontana a écrit et produit de nombreuses séries télévisées, dont Hôpital St Elsewhere, Homicide dont il a écrit de nombreux épisodes et surtout la série Oz qu'il a créée et dont il est le principal scénariste. Il a également mis en scène des pièces de théâtre.
Fontana fut également chroniqueur dans le New York Times, TV Guide et Esquire. Il a donné des cours dans différentes universités, à Columbia, à l'Université de Syracuse, à l'Université Rutgers et à State University College at Buffalo, où il a suivi ses études.

### Anecdotes
- C'est le bras de Fontana qui est réellement tatoué dans le générique de la série "Oz".

- La série Borgia est écrite dans les locaux de la production américaine, situés dans l'immeuble où vit aussi Tom Fontana[1].

## Filmographie

### comme producteur
- 1982 - 1988 : Hôpital St Elsewhere
- 1993 - 1999 : Homicide (série TV)
- 1997 - 2003 : Oz (série TV)
- 2001 : Shot in the Heart
- 2004 : The Jury (série TV)
- 2009 : The Philanthropist
- 2011-2014 : Borgia - 38 épisodes : Création originale Canal+
- 2019 : City on a Hill (série TV)
- 2024 : Mister Spade (Monsieur Spade) (mini-série TV) - 6 épisodes

### comme scénariste
- 1982 - 1988 : Hôpital St Elsewhere
- 1993 - 1999 : Homicide
- 1997 - 2003 : Oz
- 2004 : Strip Search
- 2004 : The Jury
- 2011 : Borgia : Création originale Canal+
- 2024 : Mister Spade (Monsieur Spade) (mini-série TV) - 6 épisodes

## Récompenses et nominations

### Récompenses
- 1993 : Emmy Award pour le meilleur épisode d'une série dramatique.